# Ostrovu Corbului
Ostrovu Corbului – wieś w Rumunii, w okręgu Mehedinți, w gminie Hinova. W 2011 roku liczyła 387 mieszkańców.